# Elements de l'art
Els elements de l'art són un conjunt d'aspectes que caracteritzen una obra d'art, generalment utilitzats per al seu ensenyament i la seva anàlisi i que es combinen en funció dels principis de l'art. Aquests elements serien els components o les parts bàsiques que constitueixen una obra d'art.
Les llistes dels elements d'una obra d'art varien en funció de diferents autors, però a nivell general contenen espai, color, forma textura, valor i línia. Els artistes treballen amb aquests elements bàsics per compondre una obra d'art. No és imprescindible que els utilitzin tots; no obstant això, sí que és necessari un mínim de dos.

## Espai
L'espai és l'àrea proporcionada amb unes finalitats particulars. Pot tenir dues dimensions (llargària i amplitud) o tres (llargària, amplitud i profunditat). La creació d'una perspectiva visual aporta una il·lusió de profunditat, un dels altres elements d'art més utilitzats per crear un espai. En les tècniques pictòriques clàssiques hi ha intents de recrear un espai tridimensional, l'ús correcte de l'espai és l'art en si mateix.
L'espai pot ser classificat com a positiu i com a negatiu. Un espai positiu és l'espai ocupat per un objecte i un espai negatiu és la separació entre els objectes (els espais en blanc). La manera correcta de fer servir aquests dos tipus d'espais afecta la totalitat de la composició de l'artista. Un espai basat en el volum ens remet a imatges bidimensionals i tridimensionals que aporten aquesta sensació de profunditat i una distància sobre una superfície plana. La gestió de l'espai pot garantir el següent: - La perspectiva lineal, on l'objecte distant es fa proporcionalment més petit que el més proper. L'horitzó lineal i els punts de fuita són les escales a partir de les quals es determina la perspectiva lineal. Els objectes situats a certa distància es representen amb menor detall, claredat i intensitat que la gent propera. L'obra en tres dimensions de l'espai es realitza amb el suport de l'ombra, que li dona una sensació de profunditat. Un espai també pot ser creat amb la superposició d'objectes.

## Color
El color és l'element més expressiu de l'art i és vist mitjançant la llum reflectida en una superfície. El color és utilitzat per crear una sensació de profunditat i, mentre els colors vermells semblen apropar-se, els blaus semblen retrocedir en la distància.
Quan els colors primaris, que són vermell, cian i groc, es barregen, es creen els colors secundaris: verd, violat i taronja. Els colors terciaris s'obtenen mitjançant la barreja d'un primari i un secundari: groc-taronja, vermell-taronja, violeta-vermell, cian-violeta, cian-verd i groc-verd.

## Forma
La forma és una zona que defineix els objectes en l'espai. Pot ser geomètrica (com quadrats o cercles) o orgànica (com a formes naturals o lliures).
Les formes poden ser bidimensionals (llarg i ample) (en anglès, shape), usualment delimitades per línies tridimensionals (llarg, ample i profund). Quan visualitzem una obra d'art, el primer que observem són les representacions amb una forma determinada, ja siguin figuratives o abstractes.
Una forma crea automàticament una altra forma al voltant seu. Les formes en la decoració i el disseny d'interiors d'una casa es poden utilitzar per afegir practicitat i estil, com per exemple, el disseny d'una porta. La forma, pel que fa al disseny d'interiors, depèn de la funció de l'objecte concret: per exemple, una porta d'armari de cuina. Les formes naturals que formen patrons de fusta o pedra, poden ajudar a augmentar l'atractiu visual en el disseny d'interiors.

## Textura

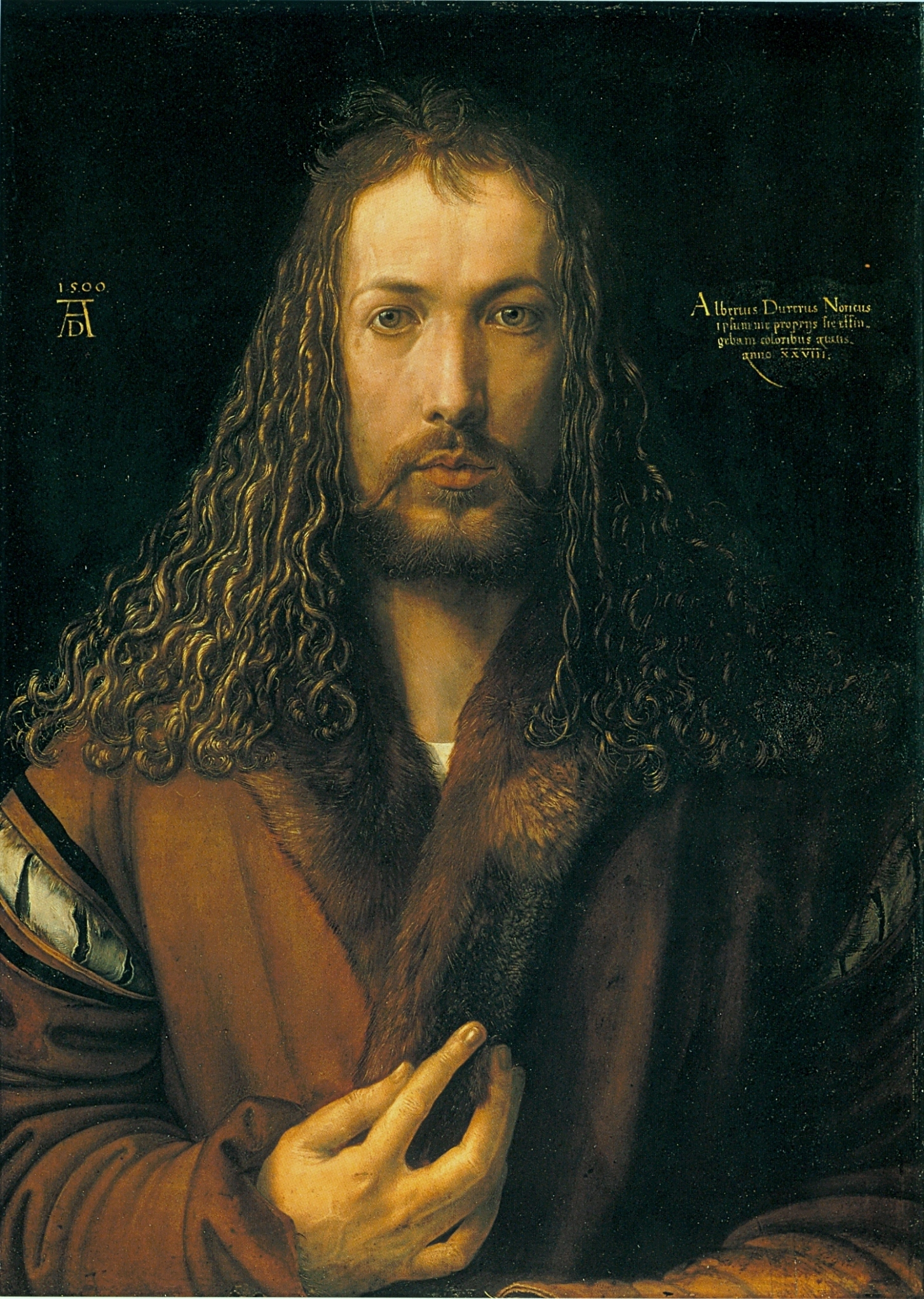
Autoretrat de Albrecht Dürer

La textura és la qualitat d'una superfície que pot ser vista o sentida. Hi ha dos tipus de textura: l'òptica (visual) i la que es pot tocar (tàctil).
Les textures poden ser aspres o suaus, toves o dures; no sempre se senten de la mateixa manera que es veuen: per exemple, si representem un card ple d'espines en un quadre, en realitat si passéssim la mà per les espines de la pintura, la textura seria suau.

## Valor, lluminositat o llum
El valor, lluminositat o simplement, llum, descriu la claror d'un color. Els artistes utilitzen el valor del color per crear diferents estats d'ànim. Els colors foscs en una composició suggereixen una falta de llum, com el cas de la nit o una escena interior., i sovint poden transmetre una sensació de misteri o presagi. Els colors clars, en canvi, solen descriure una font de llum, implícita, com ara les espelmes d'un quadre de Georges de la Tour, explícita, com ara un quadre de Caravaggio, o bé una llum reflectida. El valor està directament relacionat amb el contrast.
La fotografia en blanc i negre depèn absolutament del valor per definir els subjectes de la composició.

## Línia
La línia és el mitjà més senzill de representació. En general, pot definir com la marca (amb major longitud que amplària) que uneix dos punts pren qualsevol forma al camí identificable creat per un punt que es mou per l'espai. Les línies poden ser rectes o corbes, fines o gruixudes, horitzontals, verticals o diagonals.
A diferència del color, la línia pot definir el contorn de les formes. En pintura, quan la línia en un dibuix predomina sobre el pictòric, es parla d'"art lineal", com és el cas per exemple, d'Albrecht Dürer. En una obra d'art en particular, la línia permet descriure el treball de l'artista en diferents aspectes: els tipus i estils de línies utilitzats en la seva obra i la influència en el punt de vista de l'espectador.